# Stay (Gracie Abrams)
Stay è un singolo della cantautrice statunitense Gracie Abrams, pubblicato il 21 novembre 2019.

## Tracce
1. Stay – 2:57 (Gracie Abrams, Sam de Jong)